# Anežka ze Châtillonu
Anežka ze Châtillonu nebo také Anežka z Antiochie či Agnes de Châtillon (1154 – c. 1184) byla manželkou Bély III. a uherskou a chorvatskou královnou.

## Původ
Anežka byla dcerou Renauda de Châtillon, který v letech 1153–1160 vládl jako kníže v Antiochii. Renaud poté, co se rozhodl zůstat ve Svaté zemi, vstoupil do služeb mladé antiochijské kněžny Konstancie, jejíž první manžel Raimond z Poitiers padl, nedlouho po Renaudově příchodu, v roce 1149. O čtyři roky později se Konstancie za nemajetného rytíře v tajnosti provdala.

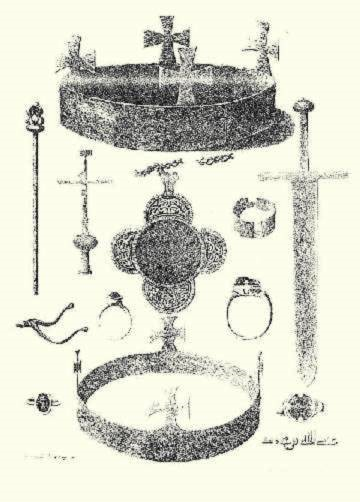
Pohřební výbava Anežky a Bély III.

Není zcela jasné, proč tak učinila. V každém případě svůj krok nekonzultovala ani s předními šlechtici knížectví či antiochijským patriarchou, ani se svým regentem, jeruzalémským králem Balduinem III., který jí již nabízel množství jiných urozených ženichů.
Anežka byla jediným dítětem Renauda a Konstancie, její otec se později oženil podruhé.

## Manželství
V roce 1170 Anežka odešla do Konstantinopole, kde žila její nevlastní sestra Marie, coby manželka Manuela I. Na císařském dvoře získala jméno Anna. Z rozhodnutí císaře Manuela se vdala za pozdějšího uherského krále Bélu III.
Béla měl na byzantském dvoře zvláštní pozici. Jelikož oficiálním nástupcem uherského trůnu byl nejprve Štěpán, měl Béla zpočátku roli zprostředkovatele kontaktu s Byzantskou říší. Proto odjel do Byzance, kde se oženil s Marií, dcerou císaře Manuela, a přijal jméno Alexios. Roku 1165 byl jmenován oficiálním nástupcem byzantského trůnu. Císaři se však narodil syn a Bélovi byl jeho titul odňat a manželství s Marií anulováno.
Novou Bélovou manželkou se tak stala v roce 1170 stala Anežka. Po smrti Bélova bratra Štěpána se její manžel stal uherským a chorvatským králem. Společně se tedy vydali žít do Uherska. Anežka Bélovi porodila šest dětí, z nichž se čtyři dožily dospělosti.
Uherská královna Anežka zemřela kolem roku 1184 a byla pohřbena v Székesfehérváru. Její ostatky byly identifikovány archeology v 19. století při průzkumu místní katedrály. Dnes se její ostatky nacházejí společně s manželovými v Matyášově kostele v Budapešti.

## Potomci
- Emerich Uherský (1174–1204), král uherský
- Markéta Uherská (1175–po 1233)

⚭ císař Izák II. Angelos
⚭ Bonifác I. Soluňský
⚭ Mikuláš ze Saint-Omer
- Ondřej II. Uherský (1176–1235), král uherský
- Šalamoun (zemřel v dětství)
- Štěpán (zemřel v dětství)
- Konstancie Uherská (1181–1240)

⚭ český král Přemysl Otakar I.